# Äppeleukalyptus
Äppeleukalyptus  (Eucalyptus bridgesiana) är en art i familjen myrtenväxter. Arten kommer ursprungligen från östra Australien. I Sverige används arten som ettårig utplanteringsväxt.

## Synonymer
- Eucalyptus bridgesiana var. amblycorys (Blakely) Cameron
- Eucalyptus saxicola J.T.Hunter
- Eucalyptus stuartiana var. amblycorys Blakely